# Premio Internazionale Nassiriya per la Pace
Il Premio Internazionale Nassiriya per la Pace è organizzato dall’Associazione Culturale Elaia, in sinergia con lo Stato maggiore della difesa, e viene conferito a persone che si sono distinte nella promozione della pace, nella diffusione della legalità e dell’impegno civile.
Il Premio si tiene tutti gli anni nella seconda settimana di novembre, in occasione dell‘anniversario della strage di Nassiriya, avvenuta il 12 novembre del 2003. Con questo Premio l’associazione Elaia intende onorare la memoria dei carabinieri, dei militari dell’Esercito e dei civili che persero la vita nell’attentato ma anche ricordare l’impegno di tanti soldati attualmente impegnati in numerose missioni di pace nel mondo.
La manifestazione è patrocinata dalla Presidenza del Consiglio dei ministri, dal Ministero della difesa, dal Ministero dell’ambiente, dal Ministero per i beni e per le attività culturali, dalla Regione Campania, dalla città metropolitana di Roma Capitale, dalla provincia di Salerno, del Parco nazionale del Cilento, Vallo di Diano e Alburni, e dai comuni di Camerota, Centola, Celle di Bulgheria, Santa Marina e Caselle in Pittari.
Il presidente del Premio è il giornalista Vincenzo Rubano.

## Cronologia
Nel 2014 ha partecipato al Premio il sottosegretario alla Difesa Gioacchino Alfano.
Nel 2015 hanno partecipato al Premio il sottosegretario alla Difesa Gioacchino Alfano e il presidente della Commissione Difesa Francesco Saverio Garofani.
Nel 2016 il Premio è stato aperto dal sottosegretario alla Difesa Gioacchino Alfano, dalla conduttrice televisiva Rita dalla Chiesa e dall’atleta paralimpica dell’Esercito Monica Contrafatto. Ha chiuso il Premio l’ordinario militare per l'Italia monsignor Santo Marcianò e il sottosegretario alle Politiche Agricole e Forestali Giuseppe Castiglione.
Nel 2017 ha aperto il Premio il ministro Dario Franceschini. Hanno partecipato il giornalista sotto scorta Paolo Borrometi, la giornalista del Tg5 Bruna Varriale, il sergente Andrea Adorno (medaglia d’oro al valor militare), il Comandante Alfa. Ha chiuso il Premio il sottosegretario di Stato alla Difesa Gioacchino Alfano.
Nel 2018 hanno partecipato al Premio i ministri della Repubblica Elisabetta Trenta e Sergio Costa, il tenente colonnello Gianfranco Paglia (medaglia d’oro al valor civile), il procuratore nazionale antimafia Franco Roberti, il parroco sotto scorta don Antonio Coluccia, Rita dalla Chiesa, Capitano Ultimo, Vittorio Brumotti, Luca Abete.
Nel 2019 hanno partecipato al Premio Internazionale Nassiriya per la Pace i ministri della Repubblica Lorenzo Guerini, Teresa Bellanova e Francesco Boccia, il sottosegretario alla Difesa Angelo Tofalo, il magistrato Catello Maresca, i giornalisti Sandro Ruotolo e Michele Albanese, l’imprenditore sotto scorta Antonino De Masi, il colonnello Sergio De Caprio (Capitano Ultimo), la giornalista sotto scorta Federica Angeli, il cantautore Simone Cristicchi, il medico di Lampedusa Pietro Bartolo.
Nel 2020 il Premio Nassiriya per la Pace ha subito una drastica restrizione del programma a causa dell'emergenza COVID-19. Il 12 ottobre, in seduta straordinaria, è stato premiato l'ambasciatore italiano nella Repubblica democratica del Congo Luca Attanasio. 
L’ottava edizione si è tenuta l’8 e il 9 novembre 2021 a Camerota, organizzata come di consueto dall’associazione culturale Elaia e patrocinato dalla Presidenza del Consiglio dei ministri, dal ministero della Difesa, dalla Regione Campania, dalla Città Metropolitana di Roma Capitale, dalla Provincia di Salerno, dal Parco Nazionale del Cilento e dai Comuni di Camerota, Centola, Celle di Bulgheria e Santa Marina. L'edizione è stata dedicata all’ambasciatore Luca Attanasio, anche lui premiato nell'edizione 2020. Tra i premiati anche Giuseppe Antoci, l’ex presidente del Parco dei Nebrodi minacciato dalla mafia, il capitano dei carabinieri Alberto del Basso, comandante del contingente carabinieri presso l’ambasciata italiana in Afghanistan e il vescovo di Locri mons. Francesco Oliva. Premio speciale anche alle Frecce Tricolori in occasione del 60º anniversario, ai motociclisti Punishers LEMC Italy per le numerose attività di beneficenza portate a termine negli ultimi anni e al cane-bagnino Flash che vanta il record mondiale di salvataggi in mare.

## Campagne solidali
- 2019 – “Una matita per il Libano”: raccolta solidale di matite, quaderni, zaini, giocattoli e vestiti per i bambini del Sud del Libano. Il materiale raccolto è stato distribuito presso il villaggio di Shama dai militari dell’Esercito della Brigata Aosta di Messina, comandati dal generale Bruno Pisciotta.

- 2020 – “Aiutaci ad aiutare”: raccolta di prodotti alimentari di prima necessità per le famiglie maggiormente colpite dall’emergenza Coronavirus. L’iniziativa è stata condivisa anche dall’Unms (Unione Nazionale Mutilati in Servizio).

- 2022 – "Un sorriso per l’Ucraina": raccolta di medicinali e prodotti alimentari di prima necessità per le famiglie ucraine colpite dalla guerra.

- 2023 - “Una carezza per il Congo”: raccolta solidale per l’Ong Mama Sofia presieduta da Zakia Seddiki.

## Riconoscimenti
- 2017-2019 - A riconoscimento dell'alto valore sociale della manifestazione il Premio ha ricevuto la lettera di plauso del presidente della Repubblica Sergio Mattarella per il tramite del consigliere per gli affari militari.

- 2019 – Medaglia di bronzo del comune di Roma[12]